# Subtropicália

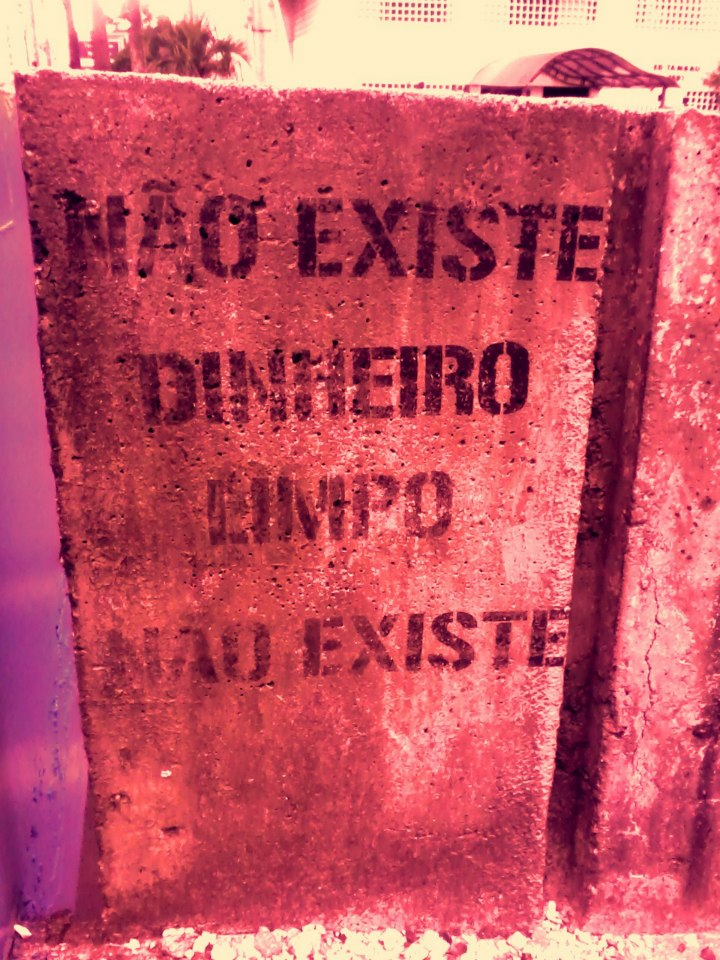
Não existe dinheiro limpo, stencil de artista desconhecido, imagem da faixa homonima no trabalho de ninguém, em 2013.

Subtropicália é uma série de eventos desconexos em seus atores e ações posto em movimento no sul do Brasil, mais especificamente em Curitiba, Paraná nas primeiras décadas do séc. XXI. Prioriza a identidade local e o fortalecimento da produção artística em diversas linguagens, dentre elas Música, Teatro, Cinema e Artes Visuais.
Nos anos de 2009 a 2012 o termo foi cunhado pelo jornalista Guga Azevedo a partir de uma faixa do álbum do grupo sulista Cassim & Barbária, intitulada " Subtropicália". Para Guga Azevedo a Subtropicália "Fala de ares subtropicais… vento gelado pela manhã, cortado por um sol africano ao meio dia e uma noite com neblina. Uma livre interpretação de um movimento artístico, distorcida para a nova produção curitibana e mundial. Afinal, o estranho é o novo pop".

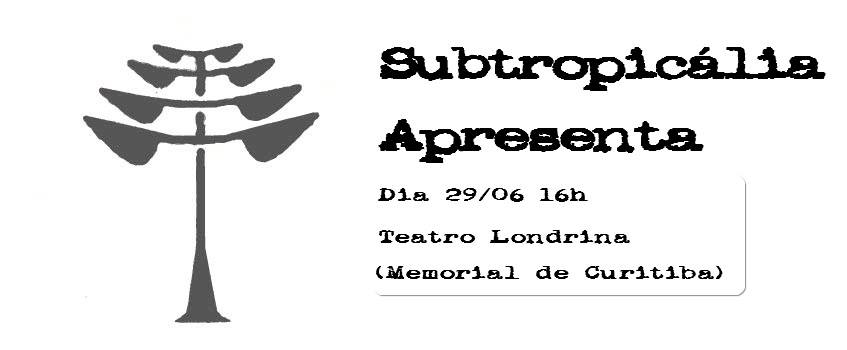
Primeiro subtropicália apresenta, no teatro londrina.

No período de 2012 até 2014 o nome foi utilizado por artistas presentes na FAP/UNESPAR nos anos em questão e serviu como nome unificador dos trabalhos dos artistas, fazendo no período descrito um total de quatro eventos, "Subtropicália Apresenta" do 1 ao 3, além de uma apresentação de rua denominada "Subtropicália na Rua".

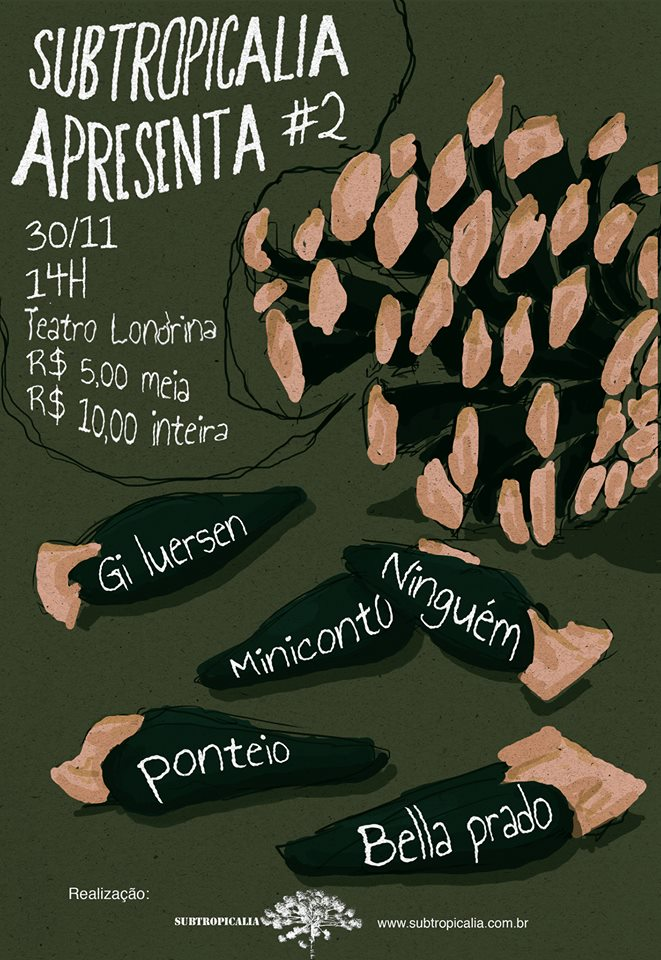
Segundo subtropicália apresenta

Na terceira edição do evento Subtropicália apresenta em 2015 o evento seguiu o modelo de programa para ser veiculado na internet e contou com a presença de bandas como LOVE e Miniconto e também com entrevistas com artistas locais como Rafa Dauer e o historiador e ativista político Manoel J. de Souza Neto, voltado para as questões de música local.

No ano de 2015 a série muda seu curso para se adaptar a mudança dos integrantes do grupo. Ainda com Asaph Eleutério (Ninguém) como agitador cultural o movimento toma forma em um "fanzine" que divulga a cultura local e é distribuído durante a turnê do "Ano do Cavalo Magro", lançamento de Ninguém no ano de 2015.

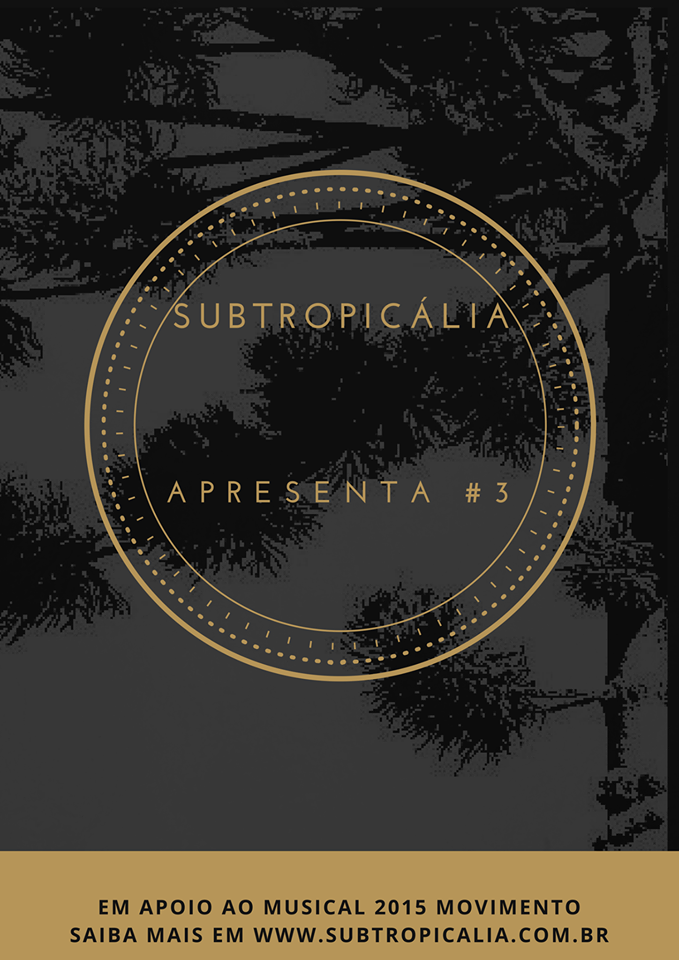

Além disto, entre 2015 e 2016 Roberto Blatt realizou mais quatro subtropicália apresenta no 92Graus, templo da música independente da cidade e, em 2016 com Beer, El Didôjo e Maggot Groove a oitava edição do Subtropicália Apresenta.
Em 2016, Noemi Carvalho, Bruno Teixeira, Didi Fiorucci e Beer também realizaram uma série de apresentações de música de rua. Subtropicália Na Rua foi o nome desta série de apresentações realizadas no mês de novembro de 2016.
O movimento continua a desenvolver ações que estimulam o campo das artes locais à profissionalização e à consolidação de público para os artistas do selo.

## Artistas Participantes
Este movimento já teve relação com bandas e artistas como Stella-viva, Gi Luersen, Ninguém, Miniconto, Ruído/mm, LOVE, Glow-e e Billy Jhones, Isabela Prado, Pedro Henrique Lima, Davi Dornellas, Pedro Mariz Saucedo, Lucas Fier, Wel Felipe, a oercussionista Luane Cristine entre outros que também participaram direta ou indiretamente das ações do movimento até a presente data.

## Conceito
Cassim conta mais sobre a Subtropicália e seu peso unificador: "É uma maneira brasileira se ver e fazer música, sem que seja necessariamente cantada em português ou sem ter elementos pontuais da música brasileira, indentificáveis. A coisa brasileira está mais na atitude, na novidade e na empolgação. Subtropicália tem a ver com o sul do Brasil, com lugares como Floripa e Curitiba, onde chuva, vento e frio desbotam as cores e deixam todo mundo menos animado. Mas ao mesmo tempo, ainda é o Brasil, né? Tem um monte de pássaro colorido cantando na minha janela, tem um calorzinho que vem de vez em quando, mulheres usando pouca roupa. Eu acho legal isso, da Subtropicália, mas não quero que se torne um rótulo".
Com artistas que conversam com estéticas absolutamente diferentes, do synth pop ao grunge unndegound, a subtropicália e seus eventos Subtropicália na Rua e Subtropicália Apresenta realiza desde 2012 na cidade de Curitiba ações com a finalidade de valorizar os aristas locais.